# Walerian Tęgoborski
Walerian Tęgoborski herbu Szreniawa – szambelan Jego Królewskiej Mości, sekretarz wielki litewski w 1793 roku.
Adiunkt w Departamencie Interesów Cudzoziemskich Rady Nieustającej, sekretarz Gabinetu Jego Królewskiej Mości, pracownik gabinetu do Ekspedycji Zagranicznych Straży Praw. 
Posądzony o pobieranie pensji od Rosji, postawiony przed sądem powstańczym w czasie insurekcji kościuszkowskiej w 1794 roku.